# ラブスタイル類型論
ラブスタイル類型論（ラブスタイルるいけいろん）とは、ジョン・アラン・リーが『the colors of love』（1973）において提唱した恋愛態度（ラブスタイル）の分類法である。人間が恋愛に対して取りうる態度や考え方を、様々な文献から抽出し生成した6つの型に分類したものである。この類型を測定する心理尺度としてLAS（Love Attitude Scale）やLETS-2（Lee's Love Type scale 2nd version）などがある。

## 概要
ラブスタイル類型論を構成する要素は、ルダス・プラグマ・ストルゲ・アガペー・エロス・マニアの6つである。リーはこのうちの3つ（エロス・ルダス・ストルゲ）を愛の基本的な要素として、愛の三原色を構成した（three primary colors of love）。リーはさらにこの三原色の組み合わせで、二次的な等和色（secondaries）である、プラグマ・マニア・アガペーが生まれるとした。この理論（ラブスタイル類型論）では類型同士の位置関係も重要な意味をもち、向い合せの関係にある類型は、互いの恋愛観を理解できないとされる。

## 類型ごとの特徴
主たる研究者の説明を統合すると、おおむね以下のような記述になる。

### ルダス (Ludus)
遊びの恋愛（game-playing,uncomitted）とされ、次のような特徴がある。恋愛をゲームの駆け引きのように楽しみ、相手を次々に取り換えていこうとする。相手に深く関わらず、複数の相手とも付き合える。そのために相手を騙したり、重要な自己情報を開示しないことがある。自分のプライバシーに踏み込まれることを嫌う。交際相手に執着しないため、嫉妬や独占欲を示すことはあまりない。

### プラグマ (Pragma)
実用的な恋愛（practical,calculating）とされ、次のような特徴がある。計算高い。恋愛を自分の目的達成の手段と考えている。高い社会的地位に就きたいなどの目的にそって恋愛相手を選ぼうとする。愛を望ましい属性の買い物リストのように感じる。お見合いやコンピュータによる相性判定などもこの型の恋愛といえる。

### ストルゲ (Storge)
ストーゲイとも表記される。友情の恋愛（friendship）とされ、次のような特徴がある。長い時間をかけて愛が育まれ、長続きする関係を持つ。友情のように穏やかで、親密さに基づいた恋愛をする。恋愛に友情や仲間意識に近い感覚を持つ。友達関係からの進展が典型例で、パートナーに対して、情熱的な愛情や独占欲・嫉妬はあまり感じない。

### アガペー (Agape)
愛他的な恋愛 （altruistic,giving）とされ、次のような特徴がある。自己犠牲的で相手に尽くすタイプの恋愛をする。相手の利益を第一に考え、自らの犠牲を厭わない。見返りを求めない献身的な愛。
リー（1973年）は調査した回答者のなかにアガペー型を見つけることができなかったと報告している。また、松井（1993年）はこの類型を理想としての類型で現実にはありえそうにないとも述べている。ヘンドリックら（2006年）は「アガペーの純粋な表出は疎らに見られるのみである」と説明し、アガペーの増減で、通常の安定した恋愛関係で起こるのは、関係の長期化によるアガペーの減少（関係の公平・均等化）、パートナーの疾病などのライフイベントからくるアガペーの増加だとしている。

### エロス (Eros)
情熱的、エロティックな愛 （passionate,erotic）とされ、次のような特徴がある。情熱的で性愛的。恋愛の本質をロマンスと考える。恋人の外見に強烈な反応を示し、強い一目ぼれを起こす。恋愛を至上のものと考えていてロマンチックな考えや行動をとる。運命を感じやすく直観に依拠した恋愛をする。強い身体的魅力、強い情動、容姿の好み、関係の結びつきがエロスを定義するときの中心核となる。

### マニア (Mania)
偏執狂的な愛（obsessional）とされ、次のような特徴がある。情熱的で相手に強迫的にのめり込む。独占欲が強く嫉妬深い。相手の愛情を何度でも確かめたがる。「病的な愛」（"symptom"love）と呼ぶ研究者もいる。マニアの体験する恋愛感情は強烈であり、快楽と苦痛が交互に現れる。
現代青年はマニア的な態度が強いとされる

## ラブスタイル類型論を測る心理尺度
ラブスタイル類型論を測る尺度は複数存在する。リーは当初ラブスタイルを心理尺度で測ることに否定的であったが、2006年時点では尺度化に対して融和的な意見を持っていたようである。
LAS(Love Attitude Scale)
1. ヘンドリック（1986）によるラブスタイル類型論を測定する最初の尺度。項目数42．
2. 1986年のLASの項目数を減らした短縮版LAS（1998）。項目数24．
LETS-2（Lee's Love Type scale 2nd version)
3. 松井豊のLETS-2（Lee's Love Type scale 2nd version）
4. 松井豊(1991)を短縮した豊田・岸田（2006）版などがある。

## 性差
ラブスタイル類型論に関連する男女の恋愛態度の違いについては下記のような報告がある。（主にLASやLETS-2を用いたもの）
1. ヘンドリック（C.hendrick et al,1984）は男性はルダス的な恋愛を是認するかそれほど拒否反応を示さないとし、女性はストルゲ・プラグマ・マニアな恋愛をすると述べている。
2. LAS短縮版（C.hendrick et al, 1998）では、男性のほうがアガペーを是認するとしている。
3. 松井（1992）は性差について、男性はマニア的、女性はプラグマ・ストルゲ的としており、越智（2012）も松井を支持する結果を確認している。
4. 橋本（1992）は自身の質問紙研究から、男性は快楽志向と盲目的愛、女性は友愛の得点が高いとしている[13]。

## その他
- 57組の大学生カップルを調査したところ、パートナー同士はエロス、ストルゲ、マニア、アガペーが統計的有意に類似していた。（hendrick,1988）
- 複数の研究において、エロスは満足感や関係維持の正の予測変数だがルダスは負の変数になっている。
- ラブスタイルと自尊感情は関連があり、エロスが高いほど自尊感情は高く、マニアが高いほど自尊感情は低い。
- 自己開示（self-disclosure）もラブスタイルと関連がある。エロスと正の相関があり、ルダスと負の相関がある。（C.hendrick&hendrick,1987b）
- ラブスタイルとBIG FIVE因子との関係では、エロスは外交性、誠実性と正の相関、情緒不安定とは負の相関がある。（heaven,Da Silva,carey,&Holen,2004）
- ルダスは調和性や誠実性とは負の相関があり、情緒不安定性とは正の相関があった。（heaven,Da Silva,carey,&Holen,2004）
- プラグマと誠実性とは正の相関があり、経験への開放性とは負の相関がある。マニアと情緒不安定性とは正の相関があった。（heaven,Da Silva,carey,&Holen,2004）
- 大学生と両親を比較した研究によれば、学生と両親との間にラブスタイルの類似性は存在しなかった（Inman-Amos,Hendrick,&Hendrick,1994）
- 結婚経験があるか否かがラブスタイルの違いを大きく分ける原因になりうる。
- モンゴメリーとソレル（1997）によると「結婚生活のいくつかの段階を経た個人は一貫して 情熱、ロマンス、友情、自己犠牲的な愛を含む態度を是認している」（1997.p61）

## 参考書籍
- Lee, John A (1976). Lovestyles. Abacus.
- ロバート・スタンバーグ、カリン・ヴァイス 著、和田実, 増田匡裕 訳『愛の心理学』北大路書房、2009年10月1日。ISBN 978-4762826948。
- 松井豊『恋ごころの科学』サイエンス社、1993年8月1日。ISBN 978-4781906867。
- 越智啓太『恋愛の科学　 出会いと別れをめぐる心理学』実務教育出版、2015年7月14日。ISBN 978-4788914858。